# Rosa Morandi
Rosa Morandi, nascuda Rosa Paolina Morolli (Senigallia, 5 de juliol de 1782 - Milà, 6 de maig de 1824), fou una soprano italiana de renom per a qui, en l'era napoleònica, van ser escrites diverses composicions operístiques. Era l'esposa del compositor Giovanni Morandi.
Va ser la creadora del paper de Fannì de La cambiale di matrimonio (1810) i el de Cristina a Eduardo e Cristina (1819), totes dues de Rossini.